# Vôlei Taubaté
Vôlei Taubaté – brazylijski męski klub siatkarski z siedzibą w Taubaté.

## Sukcesy
Mistrzostwa Paulista:
- 2014, 2015, 2016, 2017

Puchar Brazylii:
- 2015, 2017

Mistrzostwo Brazylii:
- 2019, 2021
- 2017
- 2015, 2016

Klubowe Mistrzostwa Ameryki Południowej:
- 2016
- 2020

Superpuchar Brazylii:
- 2019, 2020

## Kadra

### Sezon 2020/2021
| Nr | Imię i nazwisko            | Data ur. | Wzrost | Pozycja      |
| -- | -------------------------- | -------- | ------ | ------------ |
| 1  | Bruno Rezende              | 1986     | 190    | rozgrywający |
| 4  | Bruno Biella               | 1998     | 204    | środkowy     |
| 5  | Maurício Borges Silva      | 1989     | 200    | przyjmujący  |
| 7  | Raphael Vieira de Oliveira | 1979     | 190    | rozgrywający |
| 9  | Gabriel Candido            | 1996     | 198    | atakujący    |
| 10 | João Rafael Ferreira       | 1993     | 192    | przyjmujący  |
| 11 | João Cordeiro Franck       | 1999     | 201    | przyjmujący  |
| 13 | Maurício Souza             | 1988     | 209    | środkowy     |
| 14 | Douglas Souza da Silva     | 1995     | 199    | przyjmujący  |
| 15 | Riad Ribeiro               | 1981     | 205    | środkowy     |
| 16 | Lucas Saatkamp             | 1986     | 209    | środkowy     |
| 17 | Thales Hoss                | 1989     | 188    | libero       |
| 18 | Felipe Roque               | 1997     | 212    | atakujący    |

### Sezon 2019/2020
| Nr | Imię i nazwisko                 | Data ur. | Wzrost | Pozycja      |
| -- | ------------------------------- | -------- | ------ | ------------ |
| 1  | Leandro Vissotto Neves          | 1983     | 212    | atakujący    |
| 3  | Fabiano De Souza Jeronymo       | 1986     | 184    | rozgrywający |
| 4  | Rogério Filho                   | 1995     | 166    | libero       |
| 5  | Riad Ribeiro                    | 1981     | 205    | środkowy     |
| 7  | Raphael Vieira de Oliveira      | 1979     | 190    | rozgrywający |
| 8  | Ricardo Lucarelli               | 1992     | 195    | przyjmujący  |
| 9  | Eduardo Carísio                 | 1996     | 190    | rozgrywający |
| 11 | Mohammed Al Hachdadi            | 1991     | 198    | atakujący    |
| 12 | Luiz Felipe Fonteles            | 1984     | 198    | przyjmujący  |
| 13 | Maurício Souza                  | 1988     | 209    | środkowy     |
| 14 | Douglas Souza da Silva          | 1995     | 199    | przyjmujący  |
| 15 | Pétrus Montes                   | 1987     | 202    | środkowy     |
| 16 | Lucas Saatkamp                  | 1986     | 209    | środkowy     |
| 17 | Thales Hoss                     | 1989     | 188    | libero       |
| 18 | Matheus Pereira Celestino Gomes | 1998     | 195    | przyjmujący  |
| 19 | Renan Da Costa Bonora           | 1998     | 193    | przyjmujący  |

### Sezon 2018/2019
| Nr | Imię i nazwisko                  | Data ur. | Wzrost | Pozycja      |
| -- | -------------------------------- | -------- | ------ | ------------ |
| 1  | Leandro Vissotto Neves           | 1983     | 212    | atakujący    |
| 2  | Rodrigo Leandro Honório da Silva | 1993     | 196    | przyjmujący  |
| 3  | Fabiano De Souza Jeronymo        | 1986     | 184    | rozgrywający |
| 5  | Nicolás Uriarte                  | 1990     | 188    | rozgrywający |
| 6  | Aboubacar Dramé Neto             | 1994     | 202    | atakujący    |
| 7  | Raphael Vieira de Oliveira       | 1979     | 190    | rozgrywający |
| 8  | Ricardo Lucarelli                | 1992     | 195    | przyjmujący  |
| 9  | Robson Gomes Augusto             | 1985     | 205    | środkowy     |
| 10 | Facundo Conte                    | 1989     | 198    | przyjmujący  |
| 11 | Aldren Brand                     | 1991     | 187    | libero       |
| 12 | Douglas Souza da Silva           | 1995     | 199    | przyjmujący  |
| 13 | Renan Michelucci Moralez         | 1994     | 200    | środkowy     |
| 14 | Otávio Pinto                     | 1991     | 204    | środkowy     |
| 15 | Athos Ferreira da Costa          | 1988     | 205    | środkowy     |
| 16 | Lucas Saatkamp                   | 1986     | 209    | środkowy     |
| 17 | Thales Hoss                      | 1989     | 188    | libero       |

### Sezon 2017/2018
| Nr | Imię i nazwisko                 | Data ur. | Wzrost | Pozycja      |
| -- | ------------------------------- | -------- | ------ | ------------ |
| 1  | Rodrigo Ruiz Abrão              | 1996     | 195    | przyjmujący  |
| 2  | Matheus Natividade de Oliveira  | 1994     | 180    | libero       |
| 3  | Marko Ivović                    | 1990     | 194    | przyjmujący  |
| 4  | Wallace de Souza                | 1987     | 198    | atakujący    |
| 5  | Paulo Renan Bertassoni          | 1985     | 186    | rozgrywający |
| 6  | Renan Pereira dos Santos        | 1994     | 203    | atakujący    |
| 7  | Raphael Vieira de Oliveira      | 1979     | 190    | rozgrywający |
| 8  | Ricardo Lucarelli               | 1992     | 195    | przyjmujący  |
| 9  | Lucas Madalóz                   | 1995     | 198    | atakujący    |
| 10 | Nicolas Bernard Muck dos Santos | 1995     | 202    | środkowy     |
| 11 | Sebastián Solé                  | 1991     | 202    | środkowy     |
| 13 | Rafael Guimarães Martins        | 1991     | 205    | środkowy     |
| 14 | Otávio Pinto                    | 1991     | 204    | środkowy     |
| 17 | Thales Hoss                     | 1989     | 188    | libero       |
| 18 | Dante Amaral                    | 1980     | 201    | przyjmujący  |

### Sezon 2016/2017
| Nr | Imię i nazwisko                   | Data ur. | Wzrost | Pozycja      |
| -- | --------------------------------- | -------- | ------ | ------------ |
| 1  | Isbel Mesa                        | 1989     | 204    | środkowy     |
| 2  | Matheus Natividade de Oliveira    | 1994     | 180    | libero       |
| 5  | Lucas Lóh                         | 1991     | 195    | przyjmujący  |
| 6  | Danilo Gelinski                   | 1990     | 190    | rozgrywający |
| 7  | Raphael Vieira de Oliveira        | 1979     | 190    | rozgrywający |
| 8  | Ricardo Lucarelli                 | 1992     | 195    | przyjmujący  |
| 9  | Andre Ryuma Oto Aleixo            | 1990     | 190    | przyjmujący  |
| 10 | Vinicius Santos                   | 1986     | 196    | przyjmujący  |
| 11 | Renan Pereira dos Santos          | 1994     | 203    | atakujący    |
| 12 | Jonatan Pinheiro Peixoto da Silva | 1995     | 191    | rozgrywający |
| 13 | Nicolas Bernard Muck dos Santos   | 1995     | 202    | środkowy     |
| 14 | Otávio Pinto                      | 1991     | 204    | środkowy     |
| 16 | Éder Carbonera                    | 1983     | 204    | środkowy     |
| 17 | Kaio Fabio Alves                  | 1986     | 208    | atakujący    |
| 18 | Wallace de Souza                  | 1987     | 198    | atakujący    |
| 19 | Mario da Silva Pedreira Junior    | 1982     | 192    | libero       |

### Sezon 2015/2016
| Nr | Imię i nazwisko                | Data ur. | Wzrost | Pozycja      |
| -- | ------------------------------ | -------- | ------ | ------------ |
| 1  | Ialisson Cesar Mello de Amorim | 1986     | 205    | środkowy     |
| 2  | Deivid Júnior Costa            | 1988     | 206    | środkowy     |
| 3  | Felipe Lourenço da Silva       | 1990     | 188    | libero       |
| 4  | Felipe Luiz Fonteles           | 1984     | 198    | przyjmujący  |
| 5  | Otávio Pinto                   | 1991     | 204    | środkowy     |
| 6  | Pedro Teles                    | 1990     | 196    | rozgrywający |
| 7  | Ricardo Junior                 | 1991     | 206    | przyjmujący  |
| 10 | Leonardo Litwinczuk Alves      | 1984     | 202    | atakujący    |
| 13 | Raphael Vieira de Oliveira     | 1979     | 190    | rozgrywający |
| 14 | Ricardo Lucarelli              | 1992     | 195    | przyjmujący  |
| 15 | Andre Ryuma Oto Aleixo         | 1990     | 190    | przyjmujący  |
| 16 | Yadier Sánchez Sierra          | 1987     | 200    | atakujący    |
| 17 | Gavin Schmitt                  | 1986     | 208    | atakujący    |
| 18 | Lucas Victor Ferreira          | 1990     | 205    | środkowy     |

### Sezon 2014/2015
| Nr | Imię i nazwisko            | Data ur. | Wzrost | Pozycja               |
| -- | -------------------------- | -------- | ------ | --------------------- |
| 2  | Leonardo Litwinczuk Alves  | 1984     | 202    | atakujący             |
| 3  | Thiago Sens                | 1985     | 198    | przyjmujący           |
| 4  | Fabricio Dias              | 1979     | 200    | atakujący             |
| 5  | Raphael Vieira de Oliveira | 1979     | 190    | rozgrywający          |
| 7  | Sidão                      | 1982     | 203    | środkowy              |
| 8  | Deivid Júnior Costa        | 1988     | 206    | środkowy              |
| 9  | Felipe Lourenço da Silva   | 1990     | 188    | libero                |
| 10 | Felipe Luiz Fonteles       | 1984     | 198    | przyjmujący           |
| 11 | Alberto Pedra Mendes       | 1981     | 200    | środkowy              |
| 12 | Djalma Moreira             | 1992     | 200    | przyjmujący/atakujący |
| 13 | Pedro Teles                | 1990     | 196    | rozgrywający          |
| 14 | Maurício Souza             | 1988     | 209    | środkowy              |
| 15 | Dante Amaral               | 1980     | 201    | przyjmujący           |
| 16 | Rodrigo Telles             | 1990     | 201    | atakujący             |

### Sezon 2013/2014
| Nr | Imię i nazwisko                       | Data ur. | Wzrost | Pozycja      |
| -- | ------------------------------------- | -------- | ------ | ------------ |
| 1  | Elvis Contreras                       | 1979     | 188    | przyjmujący  |
| 2  | Bernardo Wilvert Reitz                | 1991     | 203    | środkowy     |
| 3  | Wesley da Silva Ribeiro               | 1979     | 191    | przyjmujący  |
| 6  | Juleandro Rodrigues Rocha             | 1982     | 188    | rozgrywający |
| 7  | Giba (do 11.2013)                     | 1976     | 192    | przyjmujący  |
| 8  | Felipe Quaresma de Ávila Martins Rosa | 1991     | 200    | rozgrywający |
| 9  | Leandro Araújo da Silva               | 1983     | 208    | atakujący    |
| 11 | Sérgio Luiz Felix Júnior              | 1990     | 196    | przyjmujący  |
| 12 | Tiago Barth                           | 1988     | 209    | środkowy     |
| 13 | Pedro Teles                           | 1990     | 196    | rozgrywający |
| 15 | Renato Marques de Oliveira            | 1988     | 206    | środkowy     |
| 16 | Daniel McDonnell                      | 1988     | 200    | środkowy     |
| 17 | Ashlei de Menezes Tanios Nemer        | 1980     | 192    | przyjmujący  |
| 18 | Rafael Rodrigues de Araújo            | 1991     | 207    | atakujący    |
| 19 | Deivid Júnior Costa                   | 1988     | 206    | środkowy     |